# Schtora
Das Schtora (russisch Штора, „Vorhang“) ist ein russisches abstandsaktives Schutzsystem des Ingenieurbüros Uniitransmash in St. Petersburg. Es dient dazu, die Überlebenschancen eines Panzers auf dem Gefechtsfeld zu steigern. Das System kann auf T-80-, T-90-, T-84- und M-84AS-Panzer montiert werden und funktioniert vollautomatisch, es wurde erstmals 1995 auf einer Waffenmesse in Abu Dhabi gezeigt und ist in Russland, der Ukraine und Serbien im Einsatz.

## Technik

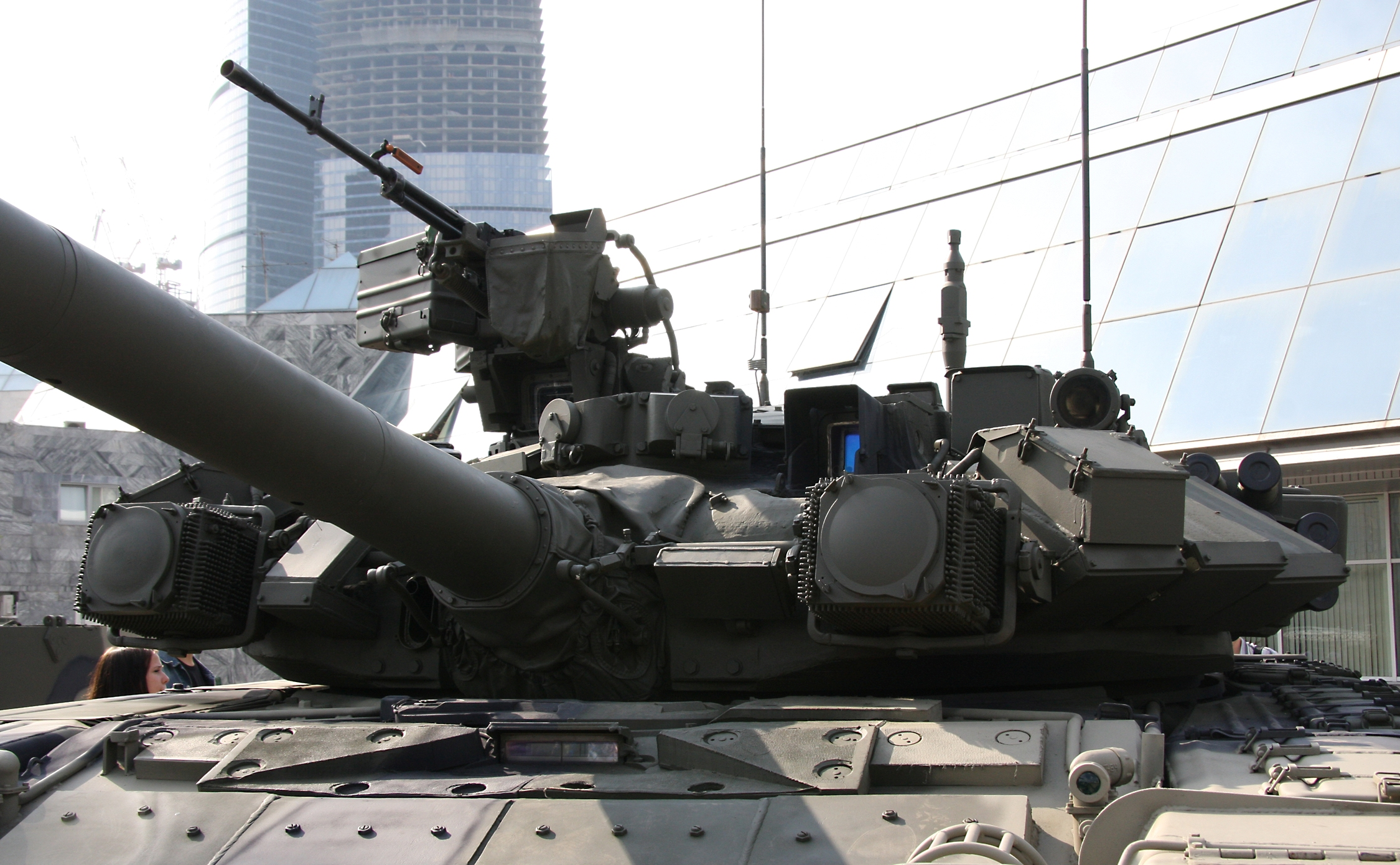
T-90-Turm mit den beiden Infrarotscheinwerfern neben und dem Laserwarnsensor über der Kanone

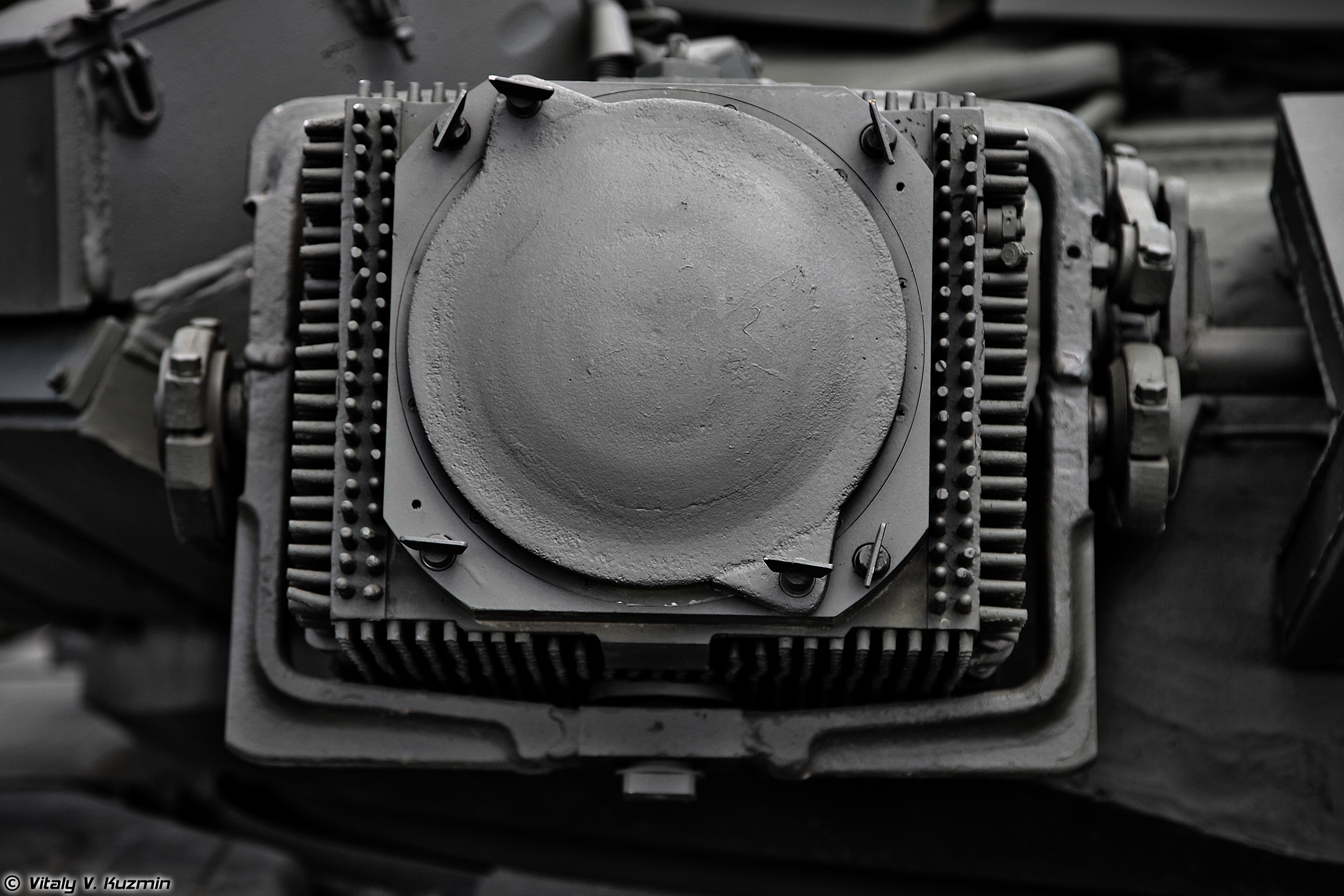
Detailansicht des Infrarotscheinwerfers OTSchU-1-7

Das System stört drahtgelenkte Raketen, lasergelenkte Waffen und Laserentfernungsmesser und ist somit den Softkill-Systemen zuzurechnen, es kann aber auch mit einem Arena-Hardkillsystem gekoppelt werden, um die Effektivität zu erhöhen.
Das System ist vierteilig, es besteht aus zwei Infrarot-Scheinwerfern an der Turmvorderseite, Nebelmittelwurfanlage, Laserwarnsensor und Computersystem. Schtora besitzt gegen Laser einen 360°-Überwachungsbereich in der Horizontalen und −5° bis +25° in der Vertikalen. Zur Abwehr lasergelenkter Panzerabwehrraketen schwenkt der Turm des Panzers bei einer Laserwarnung automatisch in Richtung der Laserquelle und das System löst die Nebelmittelwurfanlage aus. Diese baut in maximal drei Sekunden einen Nebelvorhang in einem Sektor von 2 × 45° vor dem Fahrzeug auf. Durch den Nebel wird der Sichtkontakt zum Panzer unterbrochen, sodass die Lasermarkierung versagt bzw. beeinträchtigt wird.
Zur Abwehr von drahtgesteuerten Lenkraketen muss der Turm manuell in Richtung des Startgeräts geschwenkt werden. Zur Störung des Lenkgeräts senden die Infrarot-Scheinwerfer ein kontinuierliches Störsignal. Die 1100 Watt starken Scheinwerfer sollen dabei die IR-Quelle des Flugkörpers überstrahlen und so das Lenksystem der Waffe täuschen, so dass der Flugkörper nicht mehr vom Schützen kontrollierbar ist. Die Scheinwerfer decken einen Bereich von jeweils 20° nach rechts und links der Hauptwaffe ab, jedoch nur ± 2° nach oben und unten, so dass die Waffe sehr präzise auf das Lenkgerät ausgerichtet werden muss. Außerhalb dieses Bereichs ist eine Störung nicht möglich.
Tests haben gezeigt, dass die Wahrscheinlichkeit eines Treffers durch halbautomatische Leitsysteme auf ein Drittel bei lasergelenkten Raketen und bis auf ein Viertel bei drahtgelenkten Raketen reduziert wird. Da die Abwehr drahtgelenkter Raketen nicht automatisch erfolgt, ist die tatsächliche Trefferwahrscheinlichkeit unter Gefechtsbedingungen jedoch höher. Dies gilt sowohl bezogen auf US-amerikanische und westeuropäische Waffen wie HOT, TOW, MILAN, Trigat, M47 Dragon, AGM-114 Hellfire und Copperhead, wie auch für sowjetische bzw. russische Waffen, wie 9M14 Maljutka, 9K113 Konkurs, 9K116 Kastet und 9K135 Kornet.